# Никита Гросс
Анна Каминская (также известная как Никита Гросс, англ. Nikita Gross; род. 27 февраля 1976) — модель и бывшая порноактриса.

## Биография
Родилась в Киргизской ССР 27 февраля 1976 года.
Училась в художественном училище. Получив первый опыт съемок в новой России и оценив ситуацию, в 1993 году отправилась в США в поисках удачи. Карьеру порнозвезды начинала в таких лентах, как «Up and Cummers 14» и «Buffy Malibu’s Nasty Girls 2».
Популярность пришла к Никите в 1997 году. Эндрю Блейк, Майкл Нинн, Грегори Дарк — ведущие порнорежиссёры США приглашали её в свои фильмы.
В 2000 году Никита работала в качестве модели для журнала Penthouse, завоевав титул Pet of the Month. Она была в числе участниц конкурса Perfect 10 girl (январь 2000 года).
Подруга Никиты — модель и порноактриса Викка.